# ウィジャ ビギニング 〜呪い襲い殺す〜
『ウィジャ ビギニング 〜呪い襲い殺す〜』（ウィジャ ビギニング のろい おそい ころす、原題:Ouija: Origin of Evil）は2016年にで公開されたホラー映画である。監督はマイク・フラナガン、主演はエリザベス・リーサーが務めた。本作は2014年に公開された映画『呪い襲い殺す』の前日譚である。なお、本作は日本国内で劇場公開されなかったが、2017年8月2日にブルーレイ+DVDセットが発売された。

## ストーリー
1967年のロサンゼルス。2人の娘を持つアリス・ザンダーは自宅で降霊術を行う霊媒師をしていたが、実際には完全なインチキで、降霊術は依頼人の心を癒すための演出でしかなかった。一方で、一家の経済状況は芳しくなく、アリスは支払いの滞った請求書の山に頭を抱えていた。
アリスの娘であるポーリーナは新たな仕事道具としてウィジャボードを使うことをアリスに提案する。アリスが早速ウィジャボードを購入してみたところ、中には3つのルールが書かれた注意書きが入っていた。“墓場ではやらない”“1人ではやらない”“最後に「さよなら」と言う”。しかし、プランシェットを磁石で動くように改造したアリスは、1人で降霊術を行う際の文言を口にしながら、プランシェットを動かすテストをしてしまう。その頃、自宅の別の部屋ではアリスのもう1人の娘ドリスが、アリスの質問に答えるように独り言を呟いていたが、ドリスは全く覚えていない。その晩、何者かに呼ばれたドリスがウィジャボードに語り掛けると、プランシェットは「やあ、友達（HI FRIEND）」と文字を紡ぎ、ドリスは新しい友人ができたと無邪気に喜んでいた。
ある日、アリス達が帰宅すると自宅に銀行からの差し押さえ予告状が貼られており、一家は立ち退きの危機に陥る。亡くなった父ロジャーに助けを求めウィジャボードを使ったドリスは、地下室の壁の中から現金の入った袋を発見する。ドリスから現金を受け取ったアリスは手に入れた経緯を聞くなり、家族3人でウィジャボードを囲み降霊術を始める。ドリスがパパと呼ぶ霊はロジャーとアリスしか知らない質問に正しく返答するだけでなく、3人が手を離した状態でもプランシェットを動かし始めた。アリスはこの霊が亡き夫であると確信し、彼と交信できることに歓喜すると同時に、これからはインチキに頼らず人々を救えると意気込む。
それから数日、ドリスは学校に行かず降霊術の仕事を行うようになっていた。しかし、ドリスが体の不調を訴えるようになると、間もなくして不気味な霊がドリスの中へと入り込んでしまう。ドリスの様子は目に見えておかしくなり、遂には暴力的な態度を取るようになっていた。不安を募らせるポーリーナはドリスがポーランド語で書いたメモを発見し、学校にいるトム・ホーガン神父に助けを求める。同僚の翻訳によりメモの内容を知ったホーガン神父は、アリスの自宅を訪れて降霊術を体験させて欲しいと提案する。ドリスが降霊術を始めると、ウィジャボードのプランシェットはホーガン神父の質問に次々と答えるが、それはホーガン神父が心の中で強く唱えていた単語でしかなかった。ホーガン神父はドリスが行っているのは降霊術ではないと判断し、ドリスのいる部屋からアリスとポーリーナを連れ出した上でその事を打ち明ける。
続けてホーガン神父は、ポーリーナが発見したメモについて説明し始める。メモは第二次世界大戦で捕虜になったポーランド人のマーカスが記したもので、彼が戦時中から人体実験の被験者になっていたという内容だった。アリス達が住んでいる家はその人体実験を行っていた医者が住んでいた家であり、実験室である秘密の地下室ではマーカスを含む多くの被験者が舌を切られ口を縫われた状態で監禁され、亡くなった後にはその魂が得体の知れない何かに乗っ取られていったという。事態を重く見たホーガン神父は事前に大司教区へ連絡してきたことを明かすが、ポーリーナはこの家に居続けることの危険性に気付く。
その頃、1人になったドリスはポーリーナを訪ねてきたマイキーを殺害していた。ドリスを探す3人がマイキーの死体を発見すると、地下室から不気味な歌声が聞こえてくる。地下室へ向かった3人が焼却炉でウィジャボードを燃やすが、その奥の壁には大量の死体が埋められていた。ドリスを探すためホーガン神父が地下室にある秘密の部屋へと入ると、そこで悪霊に操られたドリスを発見する。ホーガン神父は秘密の部屋から出てくるが悪霊に操られており、アリスとポーリーナを殺害しようと襲い掛かるが、なんとか正気を取り戻すと地下室の扉を閉めて2人を逃がし、後を追ってきた悪霊に殺されてしまう。アリスとポーリーナは玄関から出ようとするが固く閉ざされており、悪霊はポーリーナに襲い掛かる。アリスが「自分を差し出す代わりに娘2人は解放してほしい」と懇願すると、悪霊はそれを拒否するも意識を失ったポーリーナを放って先にアリスを秘密の部屋へと引き摺っていき、彼女を台の上に横たえて拘束する。
意識を取り戻したポーリーナの前にはロジャーの霊がおり、彼からのメッセージによって「ドリスの口を縫い合わせれば事態は解決するのではないか」と思い至る。ポーリーナは秘密の部屋で悪霊と対峙し、被験者に使われていた針と糸を手にするとドリスに馬乗りになり口を縫い始める。悪霊は必死に抵抗するが、ポーリーナは最後までやり遂げることができた。拘束を解いたアリスはドリスの死を悲しみ、ポーリーナも傍らに寄り添ってくる。しかし、ポーリーナは悪霊によって操られており、アリスを刺し殺してしまった。
心を病んだポーリーナは母親を殺した精神異常者として施設へ入れられる。家族の死を受け入れられない彼女が降霊術でドリスに語り掛けると、いつしかドリスの姿をした悪霊が姿を現すようになっていた。
それから月日が経ち、老いたポーリーナのもとへ姪を騙る人物が訪ねてくる。

## キャスト
※括弧内は日本語吹替声優。
アリス・ザンダー
演 - エリザベス・リーサー（石塚理恵）
2人の娘を養うシングルマザー。娘に対して過保護気味で、夜9時には就寝するように言いつけている。夫であるロジャーを喪った哀しみは未だ癒えておらず、
降霊術を行う霊媒師を仕事にしているが、実際には仕掛けを動かしているだけのインチキ霊媒師。霊能力などは信じていなかったが、ドリスの降霊術を見てからは彼女の力に縋る様になってしまう。
ポーリーナ・ザンダー（リーナ）
演 - アナリース・バッソ（下山田綾華） / 老年期のポーリーナ：リン・シェイ
アリスの娘。15歳。アリスの過保護な態度に悩まされている。
霊能力などをアリス以上に信じておらず、ドリスが降霊術を行うようになってからも懐疑的で、気味悪がっている。
ドリス・ザンダー
演 - ルールー・ウィルソン（久野美咲）
アリスの娘。9歳。純粋な心を持った大人しい少女だが、家庭環境の影響もあって学校ではいじめられている。
ウィジャボードをアリスが1人で試した際に意図せず霊が憑依して以降、ウィジャボードを使った降霊術を気軽に行うようになってしまう。
トム・ホーガン神父
演 - ヘンリー・トーマス（宮本充）
ポーリーナとドリスが通う学校の神父。同級生から孤立しているドリスのことを気に掛けている。
マイケル・ラッセル（マイキー）
演 - パーカー・マック（佐藤拓也）
ポーリーナの友人。17歳。ポーリーナとは互いに惹かれあっているが、交際するまでには至っていない。
ロジャー・ザンダー
演 - マイケル・ウィーヴァー
アリスの夫。故人。
グール・マーカス
演 - ダグ・ジョーンズ
ベティ
演 - アレクシス・G・ザル
エリー
演 - ハル・チャールトン
ポーリーナの友人。母親が朝まで不在であることを利用し、自宅に友人を集めて遊んでいた。
エリーの母親
演 - エル・キーツ
ジェニー・ブラウニング
演 - ケイト・シーゲル
ミスター・ブラウニング
演 - サム・アンダーソン
ウォルター
演 - ニコラス・キーナン
キース・ヘミングウェイ
演 - ウムラン・ムスタファ

## 製作
本作の製作は2015年9月に始まり、同年10月に終了した。前作は商業的な成功を収めたが、批評家からの評価は思わしくなかった。そこで、ジェイソン・ブラムは続編で作品の雰囲気を大きく変えることにした。当初、本作の監督オファーを受けたマイク・フラナガンは続編を監督することに難色を示していたが、ブラムがフラナガンのアイデアを最大限に取り入れた作品にすることを確約したため、フラナガンはそのオファーを受けることにしたのだという。前作との繋がりを一切見せないような作品にすべきだとの意見も出たが、フラナガンはそれを却下した。ただ、前作への言及は最小限度に留まっている。なお、本作を製作するに当たって、フラナガンとマイケル・フィモナリは1980年のホラー映画『チェンジリング』を少なくとも10回は鑑賞したのだという。
主要キャストは2015年9月のうちに発表された。本作の主要撮影は9月11日に始まり、10月23日に終了した。

## 興行収入
本作は『Mr.&Mrs. スパイ』や『タイラー・ペリーの出たぞ〜! マデアのハロウィン』、『ジャック・リーチャー NEVER GO BACK』と同じ週に封切られ、公開初週末に1600万ドル前後を稼ぎ出すと予想されていたが、実際の数字はそれを下回るものとなった。2016年10月21日、本作は全米3167館で公開され、公開初週末に1406万ドルを稼ぎ出し、週末興行収入ランキング初登場3位となった。この数字は前作のオープニング興収（1987万ドル）を下回るものでもあった。

## 評価
本作は批評家から高く評価されている。映画批評集積サイトのRotten Tomatoesには109件のレビューがあり、批評家支持率は83%、平均点は10点満点で6.4点となっている。サイト側による批評家の見解の要約は「『ウィジャ ビギニング 〜呪い襲い殺す〜』には驚くほどの怖さがあり、予想外にもシリーズの出来を向上させた。同作は魅力に欠ける前作とは異なり、観客を満足させ得る続編となっている。」となっている。また、Metacriticには26件のレビューがあり、加重平均値は65/100となっている。なお、本作のCinemaScoreは前作同様Cとなっている。

## 余談
- 時折、画面右上にフィルム映画で見られるフィルムロールの終わりを示す黒い円が表示される。
- 2017年1月3日、『Ouija 3: The Charlie Charlie Challenge』というホラー映画のDVDが発売されたが、本作とは何の関係もない[19]。